# جائزة فرنسا الكبرى 2019
جائزة فرنسا الكبرى 2019 (بالفرنسية: Grand Prix automobile de France 2019)‏ هو سباق فورمولا 1
أقيم بتاريخ 23 يونيو 2019 في حلبة بول ريكارد، فرنسا، وكان السباق 8 من أصل 21 في بطولة العالم لسباقات الفورمولا واحد موسم 2019، وكان أول المنطلقين لويس هاملتون.
فاز بالمركز الأول  لويس هاملتون، وكان صاحب أسرع لفة سباستيان فيتل بزمن قدرة 92.740 ثانية.